# Jorge Jardim Gonçalves
Jorge Manuel Jardim Gonçalves (Santa Maria Maior, Funchal, 4 de octubre de 1935), es un empresario portugués.

## Biografía
Hijo de Agostinho Carlos Gonçalves (1900-1990), comerciante, y su esposa Maria Bernardete Estêvão de Sousa Jardim (1899-1989), maestra y propietaria de una escuela, Oficial de la Orden de Instrucción Pública el 19 de septiembre de 1984, Jardim Gonçalves vivió en Madeira hasta que se instaló en el continente.
En la Universidad de Coimbra, cursó estudios preparatorios en Ingeniería Civil. Para posteriormente trasladarse a Oporto, donde completó su licenciatura en Ingeniería Civil, en la Facultad de Ingeniería de la Universidad de Oporto (1961).
Regresó a Madeira para realizar una pasantía en las obras de ampliación del aeropuerto de Funchal, pero en 1962 fue llamado a incorporarse al servicio militar. Se movilizó a Angola, donde estalló la guerra colonial portuguesa. Sirvió en comisión como alférez del pelotón de ingenieros del batallón 96 y se distinguió por su participación en la Operación Viriato.
También en 1962 se casó con Maria da Assunção Almeida Osório de Vasconcelos, con quien tendría cinco hijos.
En 1969 regresó a la Universidad de Oporto, que lo contrató como asistente en el curso de Hidráulica. Combinó esta función con la de ingeniero civil en la Administración de los Puertos del Duero y Leixões. Pero al año siguiente, en 1970, decidió cambiar de profesión y de ciudad, iniciando su carrera en la banca. Se incorporó al Banco da Agricultura, donde se convertiría en director ejecutivo, en 1974.
Con la Revolución de los Claveles, Jardim Gonçalves se ve obligado a abandonar el país. Se instaló en Madrid, donde ejerció funciones de dirección en la Sociedad de Dirección e Industrias del Banco Popular Español (1975-1976). En ese momento se incorporó al Opus Dei, institución católica fundada por Josemaría Escrivá de Balaguer, a la que pertenece como miembro supernumerario.
Regresó a Portugal en 1977, tras ser nombrado miembro del Consejo de Administración del Banco Português do Atlântico, por invitación del entonces ministro de Hacienda, Henrique Medina Carreira, y también a raíz del llamamiento de Ramalho Eanes, entonces presidente de la República Portuguesa. En 1979, fue nombrado presidente del Consejo de Administración del Banco Português do Atlântico y del Banco Comercial de Macau.

## Fundación del Banco Comercial Portugués
En la década de 1980, se involucró en el proyecto para crear una nueva institución bancaria. Inicialmente denominado Banco Comercial do Norte, el proyecto fue liderado por los empresarios Américo Amorim, António Gonçalves y Macedo Silva y sería el embrión del Banco Comercial Português, creado en 1985. Jardim Gonçalves fue presidente de dicho banco desde sus inicios, asumiendo posteriormente el control de BPA (1995), y Banco Mello, Companhia de Seguros Império y Banco Pinto & Sotto Mayor (2000). En 2003, ya era el mayor banco privado portugués, BCP adoptó la marca Millenniumbcp, al mismo tiempo que promovía una revolución a nivel del Sistema Bancario Nacional y ubicándolo en el primer nivel de los mejores en la actividad bancaria a nivel mundial.
Jardim Gonçalves cesó en sus funciones en el BCP en marzo de 2005, habiendo permanecido como presidente del Consejo General y de Supervisión y presidente del Consejo Superior, hasta 2008. El cargo de presidente del Consejo de Administración fue asumido por su ex delfín en la institución, el jurista Paulo Teixeira Pinto. En 2008, Jardim Gonçalves dejó de ocupar cualquier cargo en el BCP tras un controvertido conflicto entre dos grupos de accionistas dentro del Directorio, que también llevó a la salida de Teixeira Pinto.

## Controversia
En 2010 fue multado con un millón de euros, por el Banco de Portugal, por nueve delitos fraudulentos. Además de no poder ocupar cargos en entidades de crédito durante nueve años.
Las infracciones por las que fue condenado Jardim Gonçalves fueron impugnadas por él mismo y por el Directorio Ejecutivo del Banco Comercial Português, quienes alegaron que hubo precipitación y fraude al más alto nivel por parte de los reguladores del sistema financiero portugués, el Banco de Portugal y la Comisión de Valores Monetarios en las personas de sus responsables, los señores Vítor Constâncio y Carlos Tavares, ya que, según el mismo banco privado, incluso los reguladores antes mencionados no realizaron una fase de investigación formal acorde con la Ley.
Este hecho también está en línea con lo que afirma Filipe Pinhal (expresidente del Banco Comercial Português) en el sentido de que las infracciones antes mencionadas no son más que parte del esquema establecido para la gubernamentalización del Banco Comercial Português por parte de sus principales competidores CGD y BES., en la persona de Ricardo Salgado, Carlos Santos Ferreira, José Sócrates, Joe Berardo, ya través de la consultora Heidrick & Struggles Nuno Vasconcellos, Ramon Bartolomé y Rafael Mora, de EDP António Mexia.
El 10 de julio de 2010, Jardim Gonçalves escribe una carta al nuevo gobernador del Banco de Portugal, Carlos Costa, en la que dice que su condena no fue debidamente considerada. Jardim Gonçalves afirma que fue condenado sin haber leído las conclusiones del caso.
El 17 de julio de 2010, a raíz de una solicitud de Jardim Gonçalves a la CMVM y al tribunal para destituir a Carlos Tavares Presidente de la CMVM del proceso del BCP, decide retirarse y dejar de participar en la decisión del proceso de infracción administrativa del BCP.
El 22 de julio de 2010, Jardim Gonçalves, lamentó que el entonces presidente del banco, Santos Ferreira, no realizara una adecuada defensa de la institución, lo que llevó a que el tribunal de primera instancia se limitara a "sellar" la decisión de la CMVM.
El 27 de julio de 2010, Miguel Ferreira, profesor de la Universidad Nueva y experto en mercado de capitales, realizó un análisis que incluyó la documentación del caso entregada al juez encargado del caso, según el cual el informe utilizado por la CMVM, para acusar a los exadministradores de la manipulación del mercado BCP, "contiene una serie de errores que influyeron en sus conclusiones". La corrección de estos errores en el documento elaborado por la institución de Carlos Tavares y que sustenta las acusaciones contra Jardim Gonçalves y otros cuatro exadministradores del BCP permitiría entender que las transacciones off-shore no tuvieron un efecto significativo en la liquidez o sobre el precio de las acciones. De los dados aportados se puede concluir que no hubo manipulación de los mercados, Miguel Ferreira, también señala que en el período de estudio, "el valor de las acciones del BCP cayó en un 60%, un valor superior al registrado en el sector de otras instituciones y que es otra señal de que las operaciones extraterritoriales, si existen, no han influido en el mercado".
El 28 de julio de 2010, Jardim Gonçalves reafirma su inocencia en una entrevista en SIC.

## Ingreso mensual
Otro motivo de polémica fue su jubilación, que percibió hasta marzo de 2020 por el orden de los 174.857,83 euros, incluido el derecho a cuatro guardias de seguridad con dos coches en exclusiva, gastos de transporte en avión privado y cinco coches con dos conductores. Estos obsequios fueron criticados por varios sectores del BCP.
En marzo de 2020, en una decisión del Tribunal de Apelación de Lisboa, ya no tendrá derecho a recibir dos tercios de la pensión de 175.000 euros mensuales que recibía del banco. Jardim Gonçalves deberá devolver las cantidades que ha recibido desde 2008, cuando hubo ajustes salariales en el comité ejecutivo.
El Tribunal de Apelación da así razón al BCP, que incluso interpuso un recurso de apelación contra una decisión del Tribunal de Sintra. En mayo de 2018, este Tribunal dio luz verde a la solicitud de Jardim Gonçalves para que el exbanquero continuara recibiendo una pensión mensual millonaria, con complementos de pensión y seguro.
La decisión de la Corte de Apelaciones de Lisboa consiste en la nulidad del complemento de pensión pagado por Seguradora Ocidental (dos tercios de los 175 miles de euros que percibió Jardim Gonçalves) por exceder los límites de la retribución pagada a los consejeros activos del BCP. Esta cuota equivalía a dieciocho millones de euros pagados al exbanquero desde 2008. Jorge Jardim Gonçalves tampoco tiene los beneficios que tenía cuando trabajaba en el banco: transporte, viajes y seguridad social.

## Delito de manipulación del mercado
En mayo de 2014, Jardim Gonçalves fue condenado a dos años de prisión, que se suspende previo pago de 600.000 euros por el delito de manipulación del mercado. También fue condenado a una sanción accesoria de prohibir cargos gerenciales o gerenciales en empresas o instituciones financieras durante cuatro años. En febrero de 2015, la Corte de Apelaciones de Lisboa rechazó la apelación de Jardim Gonçalves, confirmando la condena de primera instancia.

## Condecoraciones
- Gran Cruz de la Orden del Infante Don Enrique (9 de junio de 2005)[20]
- Medalla de 3.ª Clase de Cruz de Guerra.
- Gran Oficial de la Orden pro Mérito Melitensi, de la Soberana Orden de Malta.
- Gran Oficial de la Orden al Mérito de la República de Polonia.
- Gran Cruz de la Sagrada Orden Militar Constantiniana de San Jorge de Dos Sicílias
- Comendador de la Orden de Nuestra Señora de la Concepción de Villaviciosa de Portugal
- Comendador de la Orden del Mérito de Luxemburgo
- Comendador de Primera Clase de la Orden de la Estrella Polar de Suecia
- Caballero de la Orden Equestre del Santo Sepulcro de Jerusalém de la Santa Sede
- Caballero-Comendador de la Orden Equestre del Santo Sepulcro de Jerusalém de la Santa Sede
- Señor Comendador de la Orden del Mérito Civil de España
- Comendador de la Orden de la Cruz del Sur de Brasil
- Medalla Picasso de la UNESCO